# Páll Rózsa
Páll Rózsa, Kovácsné (Máramarossziget, 1893 – 1980?) erdélyi magyar költő.

## Életpályája
1921-ben telepedett ki férjével, Kovács Ferenc református lelkésszel Kanadába. Hamiltonban, majd 1937-től Angliában élt; férjével együtt fontos szerepe volt a keleti tartományok magyar református életének megszervezésében. 1927-ben a Hamiltonban megjelenő Figyelő társszerkesztője.

## Munkássága
Örökmécs című, Budapesten 1921-ben megjelent verskötetéről az akkor Amerikában tartózkodó Tamási Áron írta a Pásztortűzben: „Itt él Amerikában, verset ír, álmodik csodát [...] Elbújt, mint a kicsi szép szavú madár, s nem lehet hallani az énekét, mert csak magának sírja a dalt. Pedig kicsi Erdélyországban szépen csengene ez az ének.”
Még egy verskötete jelent meg (Vándorversek. Harrow, 1957); közölt az Izraeli Futárban, a Kanadai Magyar Népszavában és a Londonban megjelent Ismertek minket? című antológiában (1957) is.